# Кремен (Кршко)
Кремен (словен. Kremen) — поселення в общині Кршко, Споднєпосавський регіон, Словенія. Висота над рівнем моря: 306,2 м.